# Станішевський Юрій Олександрович
Юрій Олександрович Станішевський (28 жовтня 1936, Харків — 25 вересня 2009) — український театрознавець, педагог, доктор мистецтвознавства (з 1974 року), професор (з 1983 року), член-кореспондент Академії мистецтв України (з 2002 року), член Національної спілки театральних діячів України, завідувач відділенням історії театру Інституту мистецтвознавства, фольклористики та етнології імені М. Т. Рильського НАН України, ректор Київської муніципальної академії танцю, Президент Національного комітету всесвітньої ради танцю ЮНЕСКО.

## Біографія
Народився 28 жовтня 1936 року в місті Харкові. У 1960 році закінчив філологічний факультет Харківського державного університету імені О. М. Горького. У 1960–1963 роках навчався в аспірантурі Московського державного інституту театрального мистецтва імені А. В. Луначарського.
З 1964 року науковий співробітник Інституту мистецтвознавства, фольклористики та етнології імені М. Т. Рильського АН УРСР, з 1974 року — завідувач відділу театрознавства.
У 1994 році ініціював створення в Києві Міжнародного конкурсу балету імені Сержа Лифаря та Міжнародного фестивалю танцю «Серж Лифарь де-ля-данс» і був їх безмінним художнім керівником.

Могила Юрія Станішевського

Помер 25 вересня 2009 року. Похований в Києві на Байковому кладовищі (ділянка № 33).

## Наукова діяльність
Створив наукову школу в галузі вивчення проблем балетного театру і сучасної сценічної культури. Очолював колектив авторів, який працював над другим і третім томами фундаментального дослідження «Історія українського театру». Водночас очолював спеціалізовану Раду з захисту кандидатських дисертацій зі спеціальностей «театральне мистецтво» та «кіномистецтво і телебачення». Під його керівництвом захищено багато кандидатських дисертацій з історії українського драматичного та музичного театрів.
Автор понад 500 наукових праць з історії та теорії балету, зокрема таких:
| - «Павло Вірський» (1963); - «Український балет» (1963); - «Майстри українського балету» (1971); - «Сучасний балетний театр» (1973); - «Історія балетмейстерського мистецтва» (1973); - «Балетний театр України» (1975); - «Історія українського музичного театру (опера, балет, оперета)» (1979); - «Творчість Юрія Григоровича і світовий балет» (1981); | - «Балетний театр Європи. Тенденції розвитку» (1987); - «Балет України» (1986); - «Національний академічний театр опери та балету імені Тараса Шевченка: історія і сучасність» (2002); - «Балетний театр України. 225 років історії» (2003); - «Украинский балетный театр. История и современность» (2008); - «Серж Лифарь и балетный театр Европы» (2009) та інші. |

## Відзнаки
Заслужений діяч мистецтв УРСР (з 1988 року). Лауреат премій: Спілки театральних діячів України (1983); Національної всеукраїнської музичної спілки (1999); Всесвітньої ради танцю ЮНЕСКО (1989); Міжнародної академії балету (1997).
Нагороджений Міжнародним орденом Святого Станістава III ступеня з врученням Командорського Хреста (2004; за значний особистий внесок у справу становлення української національної еліти, творчі досягнення в галузі культури, вірність лицарським ідеалам та вагому добродійну діяльність), орденом Ярослава Мудрого V ступеня (22 червня 2007; за вагомий особистий внесок у розвиток конституційних засад української державності, багаторічну сумлінну працю, високий професіоналізм та з нагоди Дня Конституції України), Почесною Грамотою Президії Верховної Ради УРСР (1979), Міжнародною медаллю ЮНЕСКО до 100-річчя С. Прокоф'єва (1991), Міжнародною медаллю імені С. Дягілєва (1995), Золотою медаллю Сержа Лифаря (2000).